# Varadia amboliensis
Varadia amboliensis — вид наземних черевоногих молюсків родини Ariophantidae. Описаний у 2021 році.

## Назва
Родова назва Varadia вшановує індійського природоохоронця та герпетолога Варада Гірі. Видова назва amboliensis вказує на типове місцезнаходження.

## Поширення
Ендемік Індії. Відомий лише у типовому місцезнаходженні — гірському поселенні Амболі в окрузі Сіндхудург на півдні штату Махараштра. Мешкає у тропічних вічнозелених лісах на півдні Західних Гат.

## Опис
Це напівслизень, завдовжки до 6,9 см, сірого забарвлення з темно-рябими смужками та золотисто-коричневою черепашкою. Всеїдний вид. Живиться як рослинною поживою, так і дрібними безхребетними.